# الخاندرو زندجاس
الخاندرو زندجاس (انگلیسی: Alejandro Zendejas؛ زادهٔ ۷ فوریهٔ ۱۹۹۸) بازیکن فوتبال اهل ایالات متحده آمریکا است.
از باشگاه‌هایی که در آن بازی کرده‌است می‌توان به اف‌سی دالاس اشاره کرد.
وی همچنین در تیم‌های ملی فوتبال United States boys' national under-15 soccer team, United States men's national under-17 soccer team, Mexico national under-21 football team، زیر ۲۳ سال مکزیک، و مکزیک بازی کرده‌است.